# 四国五郎
四國 五郎（しこく ごろう、1924年5月11日 - 2014年3月30日）は、広島県広島市出身（生まれは、現・広島県三原市大和町椋梨）の画家・挿絵画家・詩人である。戦争とシベリア抑留、弟の被爆死を体験して「戦争の記憶」を伝える事を自らの使命と課し、平和のために絵と詩を制作した。没後、展覧会、出版、テレビ番組などが開催・制作されている。
戸籍上の表記は同じだが、「國」が旧字体のため四国 五郎と表記することもあり、実際に著作によって「四国」「四國」の両方の表記が使われている。

## 来歴
広島市内比治山南麓（現在の南区内）に育つ。
『おこりじぞう』の挿絵を描いたことから、自身も被爆者と思われがちだが、太平洋戦争時は出征（1944年に応召し関東軍に入隊）しており日本にいなかったため、直接被爆はしていない。しかし、約3年間シベリアに抑留され、公の全ての記録はソ連により剥奪されたが、四國は生死を彷徨う体験をしながらも、自分で豆のようなノートを作り、それに克明に記録を取り靴の中に入れて密かに日本に持ち帰った。帰国後すぐに記録を絵と共に1,000ページ近い絵日記（『わが青春の記録』）として復元し、シベリア抑留の貴重な生の記録となっている。また、自らの飯盒にシベリアの仲間達の名前を60名近く彫りこみ、その上からペンキを塗り文字を隠し日本に持ち帰った。シベリアから記録を持ち帰ることはスパイ罪と見なされ、厳しく制限されたが、四國は持ち帰ることに成功している。シベリア抑留者の中で、四國のように、豆のような日記や名前の彫りこまれた飯盒、およびスケッチまでを日本に持ち帰った例は、他にないと思われる。。1948年11月に帰国し、故郷・広島の悲劇と共に絵描きになることを誓いあった最愛の弟の被爆死を知り（この時期の経緯は以前NHKで番組化された）、広島に留まり人生をかけて平和のために描くことを決意する。
復員後、広島市役所に臨時職員として就職。1949年5月12日、第5回参議院の「在外同胞引揚問題に関する特別委員会」に、ナホトカにおける人民裁判に関して証人として出席している。
仕事の傍ら、峠三吉を中心とする「われらの詩の会」に参加。四國は、会の詩誌『われらの詩』の表紙や後継誌『われらのうた』の表紙の多くを手がけた。峠三吉とは死没するまで常に共に活動しており、「ちちをかえせ」で著名な『原爆詩集』（1951年出版オリジナル版）の表紙装丁、中の挿画も全て四國の作品である。この詩集は官憲の弾圧を恐れた東京の出版社が全て出版を拒否したため、詩人・壺井繁治の勧めもあり、広島で急遽ガリ版刷りで500部出版したもので、原爆文学作品として記念碑的存在。現在では一部の博物館でしかオリジナル版の実物は目にすることはできない。
1950年の朝鮮戦争前から、峠が入院するまで約3年間、『辻詩』（つじし）と題して、主に峠や四國や若い会員の詩を使い、四國が一枚モノの手書きの反戦反核ポスターを150 - 200種類近くを手書きで作成した。作者の名前もなく発見されれば廃棄されることが運命付けられた作品だった。「われらの詩の会」の若者達が手分けして、四國が仕上げた辻詩を市内のあちこちにゲリラ的に掲出した。GHQが厳しい言論統制を敷く中、当時としては逮捕覚悟の反戦活動だった（貴重な歴史資料だが、現物は8枚しか残っていない）。現在で言えば、バンクシーのようなアート・アクティビズムの活動だった。峠の没後は、広島平和記念公園内の峠三吉の「ちちをかえせ」の慰霊詩碑のデザインを行う。「峠三吉没後50年の会」の呼びかけ人の一人でもあり、峠の肖像画を寄贈している。広島市内には大田洋子の文学碑もあるがこれも四國がデザインした。
1955年、柿手春三、下村仁一、増田勉らとともに、広島平和美術展を創立し、運営を牽引する。絵画と詩を描きながら、広島を拠点にして戦後の平和運動を推進した。戦争によって意味もなく最も被害を受けるのは、何の罪もない母や子供たちとの考えから、平和の象徴として「母子像」をテーマに、誰にでも分かりやすく平和の尊さを訴える、多くの作品を油絵や水彩で残した。また、広島の橋や川を中心に、原爆から逞しく復興して行く広島の街の姿を数多く作品にした。
原爆をテーマにした絵本『おこりじぞう』（金の星社）の装丁と挿絵で知られる。この絵本は全国の小学校や劇団などで、平和教育の副教材、および演劇の素材として幅広く活用されている。戦争・平和をテーマにした作品以外に、戦前、戦後を通じて描き続けている広島の風景集があり、変わり行く風景を描き続けた。このほか、現在の広島市立図書館共通貸出利用券のデザインなど、公的機関刊行物、挿絵、装丁、カレンダー等、多くの作品を残した。
NHKが主導する形で「市民が描いた原爆の絵」プロジェクトが、広島の被爆者に対して、被爆経験を絵にして残そう、と1974年に始まったが、四國はNHKの番組に出演し、被爆者に対して、自分たちの経験をどのように絵に描き、描き切れない所は文章を添えるよう、と番組に出演して応募を呼びかけた。その効果もあり、2,000点近い絵（現在は5,000点を超える）がNHKに寄せられ、その多くは広島平和記念資料館で見ることができる。後年これらの被爆者の絵はNHKから出版されたが、アメリカでも英語版が出版され、その後押しをしたのがジョン・ダワーだった。現在ダワーのサイトでも被爆者の絵が多く掲載されている。
1997年、第18回広島文化賞を受賞。
2004年8月には、東京都千代田区で四國を含めたシベリア抑留経験者の3人（五郎・高橋秀雄・井上馨）が、抑留時の収容所の様子を描いたスケッチを展示する「シベリア抑留スケッチ展」が開かれた。
2014年3月30日午後1時50分、脳出血のため広島市で死去。満89歳没。

## 没後
2015年1月から2月にかけて、中国新聞において、戦後70年大型企画として、四國の業績を振り返る異例の5回連載記事が掲載された。またNHKでも四國のドキュメンタリー特番(「`母子`に捧げた人生 画家 四國五郎」)が制作され、中国地方(2015年4月10日、11日再放映)で放映され好評を博し、その後全国でも放映され(5月7日)、NHKのネットワークを通じて、世界100か国でも放映された。
同年には広島において、市民有志の力により「優しい視線・静かな怒り 四國五郎追悼・回顧展」が、被爆を生き延びた建築物である旧日本銀行広島支店において開催され、この場所における歴代の記録を塗り替える動員記録を作った。また、同年10月には、広島にて「四國五郎のシベリア抑留記」と題して、四國のシベリア抑留に絞った形の3回目の追悼展が開催され、メディアでも大きく取り上げられた。また、埼玉の原爆の図丸木美術館において、2016年6月～9月までの3か月間、四國の展覧会「四國五郎展 シベリア抑留から『おこりじぞう』まで」が実施され多くの入場者を集めた。
アメリカ・マサチューセッツ工科大学（MIT）教授のジョン・ダワーが設立した、画像で歴史を学ぶラボ（MIT Visualizing Cultures）のサイトに、広島の被爆者の詳細な体験記が電子紙芝居の形式で掲載されており（Ground Zero 1945 A Schoolboy`s Story）、その絵は全て四國五郎の作品である。世界各地からアクセスされて、原爆の実態を学ぶ素材として活用されている。ドイツ・ハノーファー市では、小冊子にされて学校などで配布された。また、広島県内ほぼ全ての公立学校や図書館で彼の作品を見ることが出来る。ダワーは前記の2015年の追悼・回顧展にもメッセージを寄せた。
四國の死後、彼が残した膨大な作品をどのような形で次の世代に引き継いていくか、ボランティア的に市民の間で有志の会が組織され、作品展等、作品を公開・保全していくための様々な事業が計画されつつある。
2019年には再度NHKにより、四國の100分のドキュメンタリー番組（「ヒロシマの画家 四國五郎が伝える戦争の記憶」）、がBS1スペシャルとして全て4Kにより撮影され、アメリカの大学で四國の絵が平和教育の教材として活用される様などが報じられた（2019年8月5日放映、17日再放送、他）。
元NHKプロデューサーで『クローズアップ現代』等を手掛けた永田浩三によって、四國の初めての本格的な評伝『ヒロシマを伝える 詩画人・四國五郎と原爆の表現者たち』（WAVE出版）が出された。2017年には、四國の初めての著作である『四国五郎詩画集 母子像』（1970年）が復刻された。このほか、歴史家などの要望にも応じる形で、四國が１９５０年に戦争とシベリア抑留を描いた上記約1000ページの画文集『わが青春の記録』（三人社）が、歴史資料として本人の手描きのままの形で出版された。推薦文はジョン・ダワー、小沢節子（日本近現代史研究者）、栗原俊雄（毎日新聞記者）。解説は有光健（シベリア抑留者支援・記録センター代表世話人）、四國光（四國五郎の長男）等。巻末付録／辻詩（8点）、ナホトカスケッチ（4点）、豆日記、四國直登の日記（翻刻）など。同書は2018年に、第4回シベリア抑留記録・文化賞を受賞した。
生まれ故郷の広島県三原市大和町には『四國五郎ギャラリー』が設立された。
2023年に長男によって、四國五郎の評伝『反戦平和の詩画人　四國五郎』（藤原書店）が刊行された。また翌２０１４年、長男が編集し、四國が１９６６年に自らの戦争体験を、６０篇の詩だけでドキュメンタリーのように綴った『戦争詩』（藤原書店）が初公刊された。また、同じく２０２４年、芸人であり歌手、舞台俳優、作家、脚本家、などマルチな才能を持つ趙博により、四國の反戦平和思想を一人芝居にした『ヒロシマの母子像・四國五郎と弟・直登』が、全国各地で巡業公演された。

## 人物
広島で活動する清掃員画家としてNHKで特集が組まれた『ガタロさん』が、一貫して敬愛し、私淑した。何度も四國に励まされて絵を続けた様子が『ガタロ』（NHK出版）に書かれている。四國の死後、『四國五郎・ガタロ 師弟展』が東京、横浜、広島で開催された。

## 著書・著作
- 『四國五郎平和美術館』（全2巻）
  - 1.「ひろしまの母子像」
  - 2.「ひろしまの街」
- 「ヒロクンとエンコウさん」
- 『広島百橋』春陽堂出版、1975年
- 『ひろしまのスケッチ』
- 「四国五郎カレンダー・廣嶋のおまつり」
- 「晴れねばならない」（月刊詩学・1952年4月号に掲載された詩）
- 『四国五郎詩画集 母子像』1970年（2017年に復刻）
- 画文集『わが青春の記録』三人社 上下二巻全頁カラー 2017年

以下は主に挿絵・装丁担当
- 「辻詩」 峠三吉・詩
- 「原爆詩集」 峠三吉・詩
- 「おこりじぞう」 山口勇子・原作(ISBN 978-4323002378)
- 「人形マリー」 山口勇子・原作
- 「ヒロシマの火」 山口勇子・原作
- 「荒れ地野ばら」 山口勇子・原作
- 「短編集 真夏日に撃たれて」 山口勇子、篠垤潔他共著
- 「短編集 竹筒に花はなくとも」 山口勇子、真実井房子他共著
- 「広島～原爆の街に生きて」（深川宗俊・編の短歌集）
- 「ひろしまの子～愛のうた～」 深川宗俊・詩
- 「鎮魂の海峡 消えた被爆朝鮮人徴用工246名」 深川宗俊・著
- 「ムッちゃん」 中尾町子・原案、中川正文・文
- 「浜ひるがおの花が咲く」 おおえひで・著
- 「ヒロシマ語り部の歌」 大野允子・著
- 「ヒロシマのおとうさん〜ヒロシマの心を子どもたちに」 高橋昭博・著
- 「被爆体験記 ピカに灼かれて」 広島医療生協原爆被害者の会・編
- 「原爆孤老」 原爆孤老刊行会・編
- 「ひろしま郷土かるた」 文沢隆一・文